# Леви, Хильде
Хи́льде Ле́ви (нем. Hilde Levi; род. 9 мая 1909, Франкфурт, Германия — 26 июля 2003, Копенгаген, Дания) — немецкий и датский физик. Первопроходец в области использования радиоактивных изотопов в биологии и медицине, особенно в методах радиоуглеродного анализа и авторадиографии. В более позднем возрасте начала заниматься историей, опубликовала биографию венгерского химика Дьёрдь де Хевеши.

## Ранние годы
Хильде Леви родилась в немецком городе Франкфурте 9 мая 1909 года. Её отцом был Адольф Леви — директор по продажам металлургической компании, а мать — Клара Леви — типограф. У Хильде также был старший брат по имени Эдвин. С ранних лет Хильде обучалась музыке, умела играть на пианино. Будучи в Баварии, слушала выступления многих музыкантов, в числе которых были Рихард Штраус и Элизабет Шуман.
Несмотря на то, что Хильде была еврейкой, она не исповедовала свою религию и не приобщала себя к еврейской общине. Хильде была зачислена в школу имени Августы Виктории (ныне — школа Беттины), в образовательный план которой входило обязательное религиозное обучение, из-за чего ей пришлось посещать занятия с местным раввином. Это стало причиной попыток Хильде избежать посещение школы.
Обучаясь в старшей школе, Хильде решила, что станет учёным. Свой последний учебный год она посвятила проекту по спектрам и фотографии, который впоследствии стал её дипломной работой. В своём классе Хильде была единственной девушкой, специализировавшейся на физике. После окончания школы в апреле 1928 года отец Хильды отправил её в Англию на шесть месяцев, где она занималась изучением английского языка. В 1929 году она поступила в Мюнхенский университет. Получив докторскую степень, Хильде была принята в Институт физической химии и электрохимии имени Кайзера Вильгельма в Берлине, где написала диссертацию о спектрах галогенидах щелочного металла под кураторством Фрица Габера и Петера Прингсхайма.